# Fiodorowka (rejon kiniel-czerkaski)
Fiodorowka (ros. Фёдоровка) – wieś (dieriewnia) w Rosji, w obwodzie samarskim, w rejonie kiniel-czerkaskim. W 2010 liczyła 310 mieszkańców.